# Гермундури

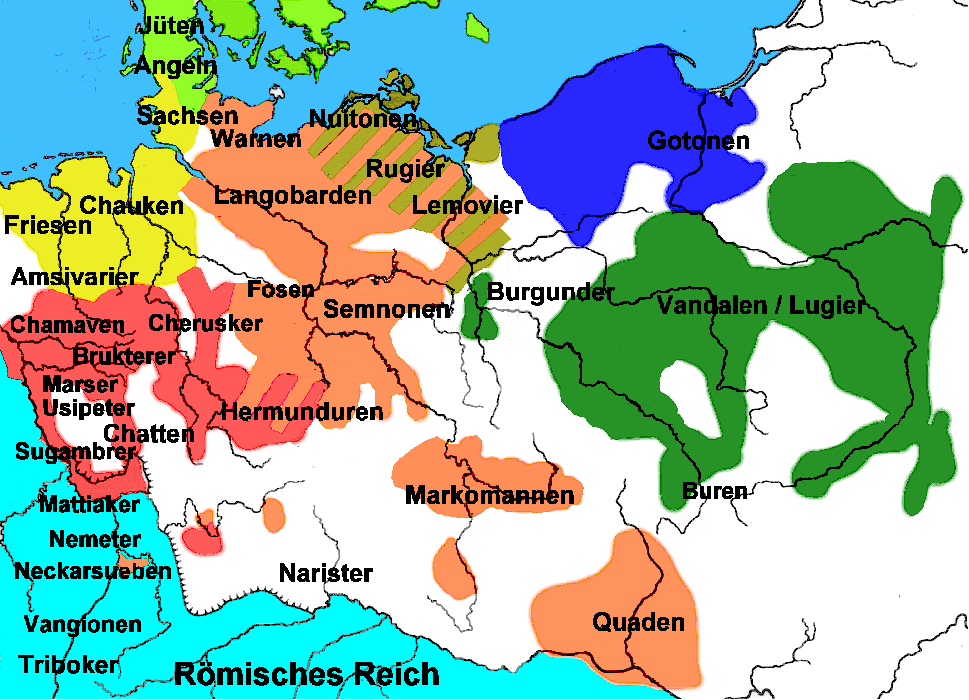
Мапа розселення германських племен в 50 р. до н. е. Гермундури позначені в центральному заході

Гермундури на північ від середнього Дунаю, західніше маркоманів (мапа Європи 125 р.)

Гермундури (лат. Hermunduri, нім. Hermunduren) — давньогерманське плем'я, споріднене свевам, сформоване і яке жило в період з I ст. до н. е. по VI ст. н. е. поблизу річки Ельби та верхів'ях річки Заале, переважно на території Тюрингії.
Воювали з сусідніми древньогерманськими племенами — свевами, хаттами, маркоманами, квадами, а також з римлянами. У 58 р н. е. за допомогою римлян перемогли хаттів у війні за сольові джерела на річці Верра. Гермундури, які проживали на півдні ареалу розселення племені, вступали в торгові стосунки з римлянами в дунайських провінціях. На початку нашої ери гермундури входили до складу держави маркоманського короля Маробода. Згодом гермундури утворили ядро союзу племен тюрингів, держава яких у 531 році була завойована франками. Від нащадків гермундурів тюрингів походить назва середньонімецької землі Тюрингії (нім. Duringen).
Публій Корнелій Тацит про гермундурів:
«І та частина свебів, про яку я зараз поведу розповідь, також мешкає на землях, що тягнуться до самих глибин Германії. Найближче, — бо я буду слідувати вниз по Дунаю, як незадовго перед цим слідував за течією Рейну, — плем'я гермундурів, вірне римлянам; з цієї причини з ними одними з усіх германців торгівля ведеться не тільки на березі, а й усередині країни, а також у самій квітучій колонії провінції Реції. Вони всюди вільно пересуваються, і ми не приставляємо до них варти; і якщо іншим племенам ми показуємо лише нашу зброю і наші укріпленні табори, то для них, що не проявляють ні найменшої жадібності, ми відкрили наші будинки і маєтки. В краю гермундурів починається Альбіс, річка знаменита і колись нам добре відома, а нині ми знаємо її тільки по імені.»